# Oblast' autonoma di Komi-Zyrjan
L'Oblast' autonoma di Komi-Zyrjan (in komi: Коми (Зыряна) асвеськӧдлан обласьт, Komi (Zyryana) asves’ködlan oblas’t) fu creata il 22 agosto 1921. Fu una delle diverse oblast' autonome esistenti all'interno della RSFS Russa dell'Unione Sovietica, e precedente alla Repubblica Socialista Sovietica Autonoma dei Komi creata nel 1936. La sede dell'oblast' si trovava a Ust'-Sysolsk (ribattezzata "Syktyvkar" nel 1930).